# Sandy Ground (Anguilla)
Sandy Ground is een dorp en haven op het eiland Anguilla. Het telde 230 inwoners in 2011. In Sandy Ground bevindt zich Road Bay, de belangrijkste zeehaven voor vrachtschepen. Het dorp is bekend om zijn strand.

## Overzicht
Sandy Ground is een lange dunne strook land tussen de Caraïbische Zee en het zoutmeer Road Salt Pond. De baai is beschermd door de omliggende heuvels en heeft zich ontwikkeld tot de belangrijkste haven van Anguilla. Sandy Ground heeft een druk strand met bars en restaurants. Het water is ondiep en rustig, maar het water moet worden gedeeld met containerschepen, vissersboten en jachten.
Het carnaval van Anguilla wordt in Sandy Ground gevierd met honderden boten. Het is tevens het centrum van het nachtleven van het eiland. Boten naar de onbewoonde eilanden Prickly Pear Cays en Sandy Island vertrekken van Sandy Ground.

## Road Salt Pond
Het zoutmeer Road Salt Pond is het grootste meer van Anguilla, en werd door de inheemse bevolking gebruikt voor de winning van zout. Het drasland is bijna cirkelvormig, en wordt bezocht door vele trekvogels. In 2013 werd een gebied van 43 hectare aangewezen als Important Bird Area.
- Library of Congress Control Number: n2002125705
- Nationale Bibliotheek van Israël: 987007471621405171
- Virtual International Authority File: 123350238

Little Bay · Maunday's Bay · Prickly Pear Cays · Sandy Ground · Sandy Island · Shoal Bay
Blowing Point · East End · Island Harbour · Sandy Ground · The Valley · West End